# Roberto Ferreiro
Roberto Óscar "Pipo" Ferreiro (Avellaneda, Buenos Aires, Argentina; 25 de abril de 1935-20 de abril de 2017) fue un futbolista y director técnico argentino. Jugaba de defensor y su primer club fue Independiente. Es considerado uno de los máximos ídolos de la historia del Club Atlético Independiente.
Su fuerte personalidad lo convirtió en un notable lateral derecho, caracterizado siempre por su peinado a la gomina con raya hacia el costado y su bigote a la moda de Errol Flynn, actor y galán estadounidense.

## Carrera

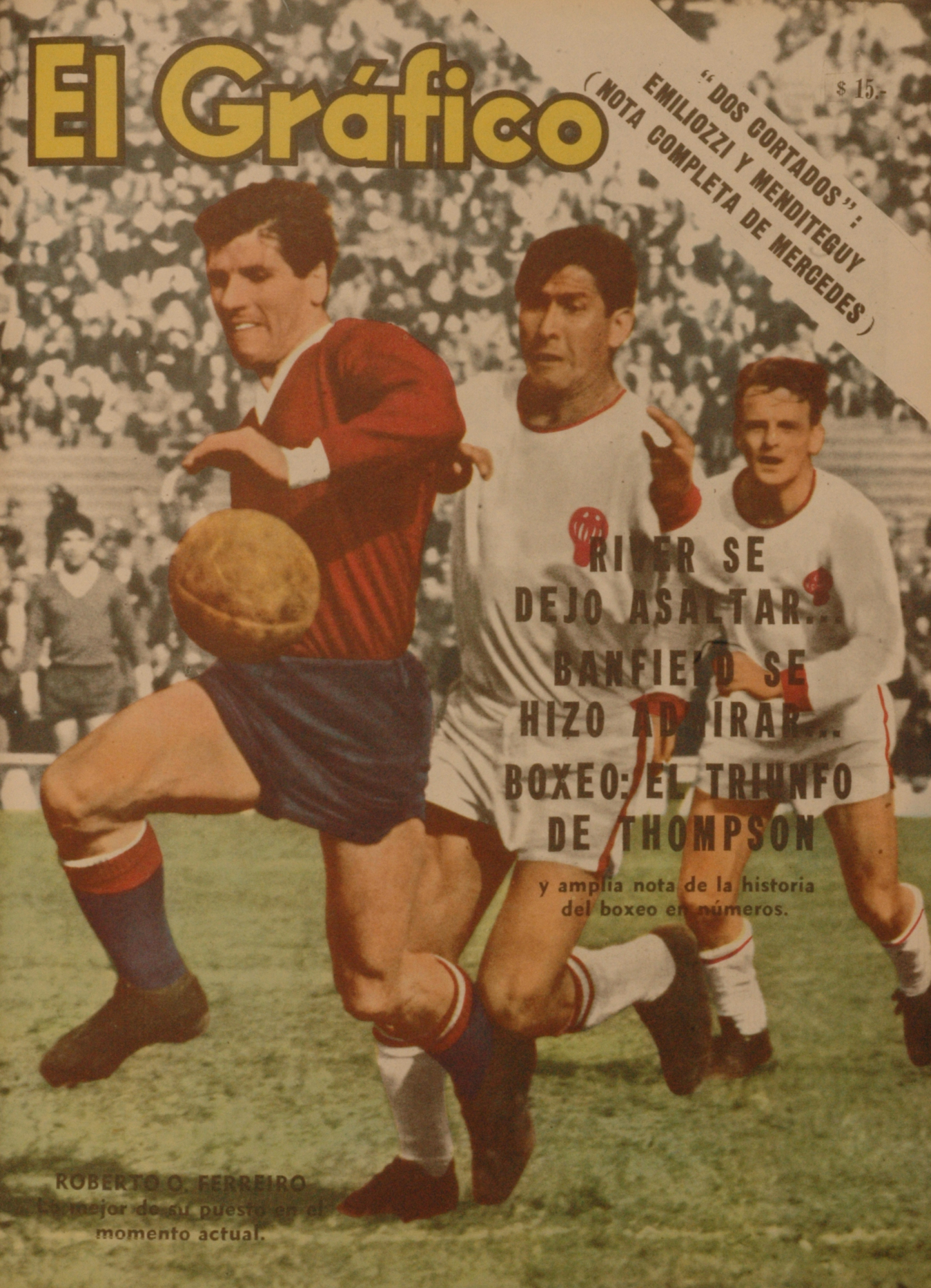
Roberto Ferreiro (Independiente) en 1963.

Había nacido el 25 de abril en Avellaneda, cuna de su Independiente querido, el "Rojo" como es popularmente nombrado este club. Comenzó su carrera en 1958 jugando para Independiente, debutando en un partido que el "Rojo" le ganó 1-0 a San Lorenzo, en el viejo estadio de Avenida La Plata. Jugó para el club hasta 1968, un total de 221 partidos y obtuvo tres títulos locales, en 1960, 1963 y 1967; más dos Copa Libertadores, en 1964 y 1965 con aquel recordado equipo que saludaba con los brazos en alto en la mitad de la cancha, con su capitán Jorge "Chivita" Maldonado adelante.
Aquella formación, que le ganó las finales de Libertadores, a los equipos uruguayos Nacional y Peñarol, respectivamente, comenzó a acuñar para Independiente el apodo de "Rey de Copas" y "Pipo" la compartió junto a figuras como Miguel Santoro, Oscar Toriani, Rubén Navarro, Tomás Rolan, David Acevedo, Raúl Bernao, José Paflik, Marcos Conigliaro, José Omar Pastoriza, Osvaldo Mura, Mario Rodríguez y Raúl Savoy, entre otras dirigidas por el "Colorado" Manuel Giúdice.
En 1968 se fue a River Plate, jugó para el club hasta 1970, donde finalmente se retiró del fútbol. En River Plate disputó 75 partidos y compartió equipo con jugadores como César Laraignée, Reinaldo Merlo, Juan José López, Daniel Onega, Oscar Mas, Carlos Morete.  

## Selección nacional
Fue internacional con la Selección de fútbol de Argentina entre 1962 y 1966, donde registró 20 partidos oficiales e integró el equipo que fue eliminado en los cuartos de final en el Mundial de Inglaterra en 1966 precisamente ante la selección de Inglaterra, junto a Antonio Roma, Roberto Perfumo, Rafael Albrecht y Silvio Marzolini.

## Clubes

### Como jugador
| Club          | País      | Año       |
| ------------- | --------- | --------- |
| Independiente | Argentina | 1958-1968 |
| River Plate   | Argentina | 1968-1970 |

### Como entrenador
| Club                | País      | Año       |
| ------------------- | --------- | --------- |
| Independiente       | Argentina | 1973-1975 |
| Belgrano            | Argentina | 1975-1976 |
| Atlanta             | Argentina | 1976      |
| Unión               | Argentina | 1977      |
| Armenio             | Argentina | 1978      |
| Quilmes             | Argentina | 1979      |
| Atlético Tucumán    | Argentina | 1980      |
| Nueva Chicago       | Argentina | 1981-1982 |
| Morón               | Argentina | 1983-1984 |
| Independiente       | Argentina | 1985      |
| Lanús               | Argentina | 1986      |
| Villa Dálmine       | Argentina | 1987-1989 |
| Nueva Chicago       | Argentina | 1989-1990 |
| Armenio             | Argentina | 1991      |
| Sarmiento (Junín)   | Argentina | 1992      |
| Italiano            | Argentina | 1992-1993 |
| Deportivo Laferrere | Argentina | 1993-1994 |
| Chacarita Juniors   | Argentina | 1994-1995 |
| Morón               | Argentina | 1995-1996 |
| Arsenal (Sarandí)   | Argentina | 1997-1998 |

### Como director deportivo
| Club                | País      | Año       |
| ------------------- | --------- | --------- |
| Atlético de Rafaela | Argentina | 2000-2002 |

## Palmarés

### Como jugador

#### Torneos nacionales
| Título           | Club          | País      | Año  |
| ---------------- | ------------- | --------- | ---- |
| Primera División | Independiente | Argentina | 1960 |
| Primera División | Independiente | Argentina | 1963 |
| Primera División | Independiente | Argentina | 1967 |

#### Torneos internacionales
| Título            | Club          | Sede       | Año  |
| ----------------- | ------------- | ---------- | ---- |
| Copa Libertadores | Independiente | Avellaneda | 1964 |
| Copa Libertadores | Independiente | Santiago   | 1965 |

### Como técnico

#### Torneos nacionales
| Título    | Club          | País      | Año  |
| --------- | ------------- | --------- | ---- |
| Primera B | Nueva Chicago | Argentina | 1981 |
| Primera B | Villa Dalmine | Argentina | 1989 |

#### Torneos internacionales
| Título                | Club          | Sede                | Año  |
| --------------------- | ------------- | ------------------- | ---- |
| Copa Intercontinental | Independiente | Roma                | 1973 |
| Copa Libertadores     | Independiente | Santiago            | 1974 |
| Copa Interamericana   | Independiente | Ciudad de Guatemala | 1974 |